# Titanfall 2
Titanfall 2 est un jeu vidéo de tir en vue à la première personne développé par Respawn Entertainment et édité par Electronic Arts, sorti en octobre 2016 sur PlayStation 4, Xbox One et  Microsoft Windows,. Il s'agit de la suite du jeu Titanfall sorti en 2014.
Son accueil critique est dans l'ensemble très bon, mais ses chiffres de ventes décevants, possiblement la faute d'une date de sortie mal choisie parmi d'autres jeux vidéo avec plus de moyens marketing.

## Trame

### Univers
Le jeu se déroule dans un futur lointain, où l'humanité s'est étendue bien au-delà de son système solaire natal. L'espace colonisé par les humains a fini par se diviser en deux grandes zones d'influence : les mondes du Noyau, proches de la Terre, et la Frontière. L'Interstellar Manufacturing Corporation (IMC), le plus grand mégaconglomérat terrien, a exploité les ressources de la Frontière, traitant durement les colons et réprimant sévèrement toute forme d'opposition. Cependant, les pratiques de l'IMC ont fini par provoquer un soulèvement généralisé, et les colons ont formé la Milice frontalière afin d'expulser l'IMC de la Frontière par la force, déclenchant ainsi la guerre de la Frontière.

### Synopsis
Après la bataille de Déméter, qui a vu une victoire majeure de la Milice face à l'IMC et permis ainsi de libérer un quart de la Frontière de l'oppression du mégaconglomérat, la 9e flotte milicienne se dirige vers une base de recherche située sur la planète Typhon. Le fusilier de 3e Classe Jack Cooper suit l'entrainement pour devenir un pilote de Titan au sein de l'unité maraudeurs de l'escadron de reconnaissance spéciale (ERS, les forces spéciales de la Milice frontalière) sous l'égide du capitaine Tai Lastimosa, quand la Flotte arrive en orbite de Typhon... sauf que la base est une véritable forteresse et met la flotte en pièce. Peu après un largage chaotique, qui voit l'unité de Cooper sur le point d'être exterminé par les mercenaires de l'Apex Predator, Lastimosa se sacrifie pour sauver son protégé, et lui transfère les commandes de son Titan, BT. C'est donc à Cooper qu'il revient de finir la mission : découvrir le projet de recherche apocalyptique de l'IMC sur Typhon, et y mettre un terme, quel qu'en soit le prix...

### Personnages

#### Protagonistes
- Fusiller Jack Cooper (VO : Matthew Mercer) : Soldat de la Milice Frontalière, il devient le nouveau pilote de BT après la mort de Lastimosa.
- BT-7274, dit BT (VO : Glenn Steinbaum) : Titan de classe Vanguard, il assiste Cooper lorsqu'il reprend la mission de feu Lastimosa.
- Capitaine Tai Lastimosa (VO : Fred Tatasciore) : Mentor de Cooper, il pilote BT jusqu'à sa mort lors d'un affrontement contre l'IMC.
- Major Eli Anderson (VO : James Kirkland) : Supérieur de Lastimosa au sein des Maraudeurs de l'ERS, il est chargé d'une mission secrète, au cours de laquelle il trouve la mort.
- Commandant Sarah Briggs (VO : Jolene Anderson) : Commandant de l'Escadron Maraudeurs de l'ERS.

#### Antagonistes
- Général Marder (VO : Nicholas Guest) : Commandant de la Division ARES de l'IMC et employeur actuel de l'APEX.
- Kuben Blisk (VO : J.B. Blanc) : Chef de l'APEX.
- Slone (VO : Amy Pemberton) : Mercenaire de l'APEX, second de Blisk.
- Kane (VO : Mick Wingert) : Mercenaire de l'APEX, drogué mentalement instable.
- Ash (VO : Anna Campbell) : Mercenaire cybernétique de l'APEX.
- Richter (VO : Andreas Beckett) : Mercenaire le plus sadique de l'APEX.
- Viper (VO : Evan Boymel) : Mercenaire de l'APEX, spécialiste du combat en vol.

## Système de jeu
Similaire à son prédécesseur, c'est un jeu de tir à la première personne dans lequel les joueurs peuvent contrôler à la fois le pilote ou les Titans (sorte d'exosquelettes géants). Le pilote a un arsenal de capacité qui améliore son efficacité au combat. Ces capacités incluent l'invisibilité et une mobilité décuplée (double saut, courir sur les murs, jet-pack et grappin). Ces capacités peuvent être utilisées simultanément pour voyager rapidement d'un lieu à l'autre. Cependant ces capacités sont sensiblement moins rapides que pour le précédent Titanfall, ce qui facilite le gameplay pour les nouveaux joueurs. Les trajectoires ont été décrites comme « prédictibles », et le joueur aura donc le temps pour voir et de réagir à ce qui arrivera vers lui,. Le jeu introduit plusieurs nouveautés : la pulse blade, qui révèle la location des ennemis proches, le holo-pilot, un pilote holographique qui imite le joueur pour confondre les ennemis, et un grappin, qui peut être utilisé pour s'accrocher à un bâtiment ou à un ennemi. Le jeu propose aussi un système de progression similaire au premier Titanfall, mais plus d'armes et de possibilités de customisation d'armes sont incluses. Quand le joueur tue un ennemi, la perspective passe automatiquement à la première personne.
Quand un joueur aura récolté suffisamment de points pour invoquer un Titan, un de ces derniers va être descendu depuis les airs. Les Titans sont beaucoup moins mobiles que les pilotes, mais ont une puissance de feu plus importante. Les modèles de Titan ont tous été réinventés, et il y a maintenant six types de Titans différents. Le Scorch est par exemple une classe de Titan qui est capable de lancer des attaques de feux telles que de la thermite ou des murs de feux. Le Ion est un type de Titan capable de lancer des laser, ou encore le Ronin qui est un Titan avec une épée géante. Les options de personnalisation ont été comparées à celles de Street Fighter, ou les capacités des Titans ne peuvent qu'être un peu modifiées, alors que leur apparence est totalement remodelable. Les intelligences artificielles alliées et ennemies reviennent aussi dans certains modes multijoueurs. 
Ces intelligences artificielles ont une mauvaise précision mais sont capable d'enclencher certaines animations sous certaines conditions, exemple : un soldat se rendant en s'agenouillant. Leur première utilité est de servir de source de points et pour rendre les champs de bataille plus dynamiques.
Contrairement au premier opus, le jeu comporte aussi une campagne solo, où le joueur incarne Jack Cooper, un soldat de la milice frontalière qui a été envoyé sur une planète extraterrestre qui doit s'allier avec un Titan du nom de BT-7274 pour combattre à la fois contre les aliens de la planète et contre les humains de l'Interstellar Manufacturing Corporation (IMC).
Le système de compétences a aussi été amélioré, et les joueurs sont maintenant cotés sur leurs performances, et non plus sur la victoire/défaite de leur équipe. Le matchmaking a aussi été renforcé, et le jeu va automatiquement aider le joueur à chercher une nouvelle partie après la fin de la précédente. Le jeu inclut aussi une nouvelle option, appelée « réseau », qui permet au joueur de former un groupe, semblable à une guilde. Le jeu va automatiquement diriger les membres d'un même groupe dans la même équipe lors d'une partie multijoueur. Il est à noter que les joueurs peuvent rejoindre plus d'un groupe.

## Accueil
- Canard PC : 8/10[12]
- Gameblog : 8/10
- Gamekult : 5/10
- IGN : 9/10
- Jeuxactu : 17/20
- Jeuxvidéo.com : 17/20

Son accueil critique est dans l'ensemble très bon, mais ses chiffres de ventes décevants, possiblement la faute d'une date de sortie mal choisie parmi d'autres jeux vidéo de tir sortant à la même époque et saturant le marché, à savoir Battlefield 1 et Call of Duty: Infinite Warfare,. Un analyste du magazine d'affaires Forbes spécule également que les ventes ont pu être affectées par une mauvaise communication sur le fait que TitanFall 2 n'était pas exclusif à certaines plateformes d'achat, au contraire de son prédécesseur, commercialisé seulement sur Xbox.